# Каминская, Дина Исааковна
Ди́на Исаа́ковна Ками́нская (13 января 1919, Екатеринослав — 7 июля 2006, Фолс-Черч, Виргиния) — советский адвокат и правозащитник, известная своим участием в судебных процессах 1960-х — начала 1970-х годов над советскими диссидентами, а также американский писатель-мемуарист и радиоведущая передач на правозащитные темы. Член Московской Хельсинкской группы с 1989 года.
Жена правоведа Константина Симиса, мать политолога Дмитрия Саймса.

## Биография
Дина Каминская родилась 13 января 1919 года в Екатеринославе. Её родители, Исаак Ефимович и Ольга Карловна Каминские, происходили из бедных еврейских семей. Отец и старшая сестра были юристами, что значительно повлияло на выбор профессии Дины.
Отец был сначала членом партии эсеров, а затем стал активным деятелем партии конституционных демократов. Окончив юридический факультет Харьковского университета, он начал работать в Южном отделении Русско-Азиатского банка и очень скоро стал его вице-директором. В 1917 году был выдвинут от партии кадетов в первое Всероссийское учредительное собрание. До осени 1937 года возглавлял один из крупнейших советских банков — «Промышленный банк СССР», который в те годы осуществлял финансирование всего капитального строительства в стране. В 1941─1942 годах был в эвакуации
В 1941 году Дина окончила Московский юридический институт и начала работать адвокатом. Была членом Московской городской коллегии адвокатов.
Участвовала в качестве адвоката в судебных процессах над советскими диссидентами, в которых защищала Владимира Буковского (дело о демонстрации 22 января 1967 года), Юрия Галанскова («процесс четырёх», 1967), Анатолия Марченко (1968), Ларису Богораз и Павла Литвинова (дело о «демонстрации семерых», 25 августа 1968 года), Мустафу Джемилева и Илью Габая (1969—1970).
Речи Дины Каминской «Правосудие или расправа?», «Процесс четырёх», «Полдень», «Ташкентский процесс» были включены в сборник и распространялись «самиздатом».
В 1970 году президиумом Московской коллегии адвокатов против Каминской было возбуждено дисциплинарное дело, которое рассматривалось ровно год.
В 1971 году, на тридцать первом году адвокатской деятельности, Каминская получила первое взыскание и с этого же дня была лишена допуска к ведению политических дел. Она не была допущена к повторному процессу над Владимиром Буковским (1971) и к процессам по делам Сергея Ковалёва (1975) и Натана Щаранского (1975). Дина Исааковна больше не принимала участие в политических процессах, но давала профессиональные консультации по таким делам. Деятельность Каминской и её мужа стала причиной повышенного интереса к ним КГБ СССР.
В январе 1973 года сын Дины Каминской и Константина Симиса Дмитрий Симис (Саймс) с женой эмигрировал в США.

## Вынужденная эмиграция в США
В 1977 году Дина Каминская и её муж подверглись допросам в КГБ и под угрозой ареста были вынуждены эмигрировать в США.
В эмиграции Дина Каминская продолжала правозащитную деятельность — была членом Московской Хельсинкской группы и ведущей передач на радиостанциях «Свобода» и «Голос Америки», а также написала книгу мемуаров «Записки адвоката» (1984). По мотивам этой книги в России был снят телесериал «Заступники».